# Ordowik
Ordowik (ang. Ordovician)
- w sensie geochronologicznym – drugi okres ery paleozoicznej. Trwał około 42 miliony lat (od 485,4 ± 1,9 do 443,4 ± 1,5 milionów lat temu). Ordowik dzieli się na trzy epoki: ordowik wczesny, ordowik środkowy i ordowik późny.

- w sensie chronostratygraficznym – drugi system eratemu paleozoicznego, wyższy od kambru, niższy od syluru. Dzieli się na trzy oddziały: ordowik dolny, ordowik środkowy i ordowik górny. Międzynarodowy stratotyp granicy kambr/ordowik znajduje się na Green Point (zachodnie wybrzeże Nowej Fundlandii, Kanada). Dolną granicę ordowiku wyznacza pierwsze pojawienie się konodonta Iapetognathus fluctivagus[2].

System ordowicki wydzielił Charles Lapworth w 1879 roku, kończąc spór między Adamem Sedgwickiem a Roderickiem Murchisonem o warstwy graniczne kambru i syluru. Nazwa pochodzi od celtyckiego plemienia Ordowików zamieszkującego północną Walię.

## Geologia

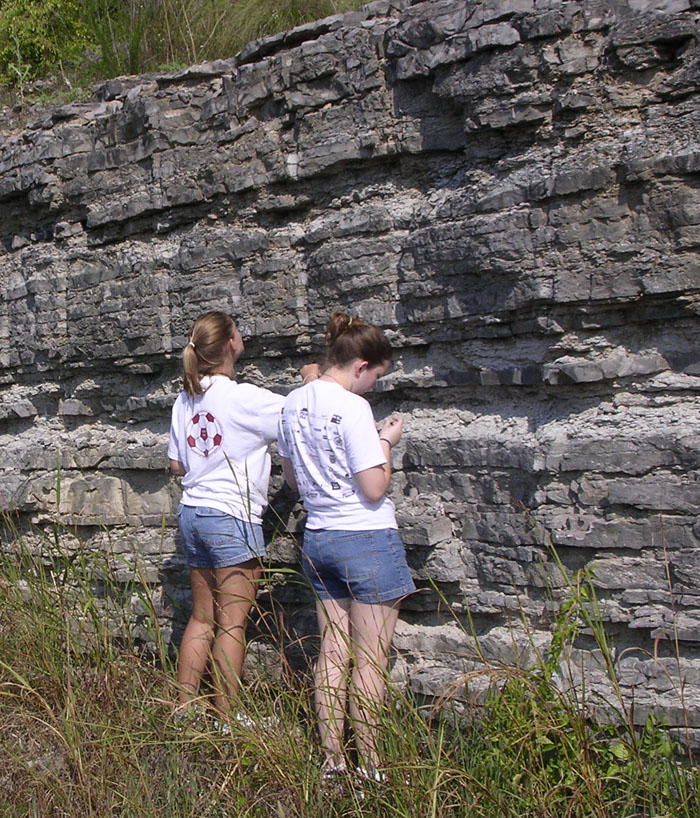
Wapienie i inne łupki ordowiku

Stratygrafia ordowiku bazuje na konodontach, graptolitach (zwłaszcza w osadach głębokomorskich) i na trylobitach (w osadach płytkomorskich). Wśród graptolitów dendroidy są istotne stratygraficznie w dolnym ordowiku, a graptolity właściwe w środkowym i górnym ordowiku. Pomocniczo używa się w datowaniach skał także ramienionogów. Przez większość okresu trwała transgresja oceanów i poziom oceanów był rekordowo wysoki (według niektórych danych – najwyższy w historii Ziemi). Pod koniec ordowiku doszło do zlodowacenia części Gondwany, zwłaszcza obecnej północnej Afryki i półwyspu Arabskiego, spowodowane przesunięciem się części Gondwany na biegun południowy. Zlodowacenia doprowadziły do obniżenia się poziomu mórz. W tym okresie nasiliła się orogeneza kaledońska.

## Flora
Pojawiły się glony słodkowodne oraz prawdopodobnie pierwsze grzyby i rośliny lądowe, określane nieformalnie psylofitami. Najstarszą znaną rośliną telomową jest ryniofit kuksonia (Cooksonia) z ludlowu Anglii i Walii.

## Fauna

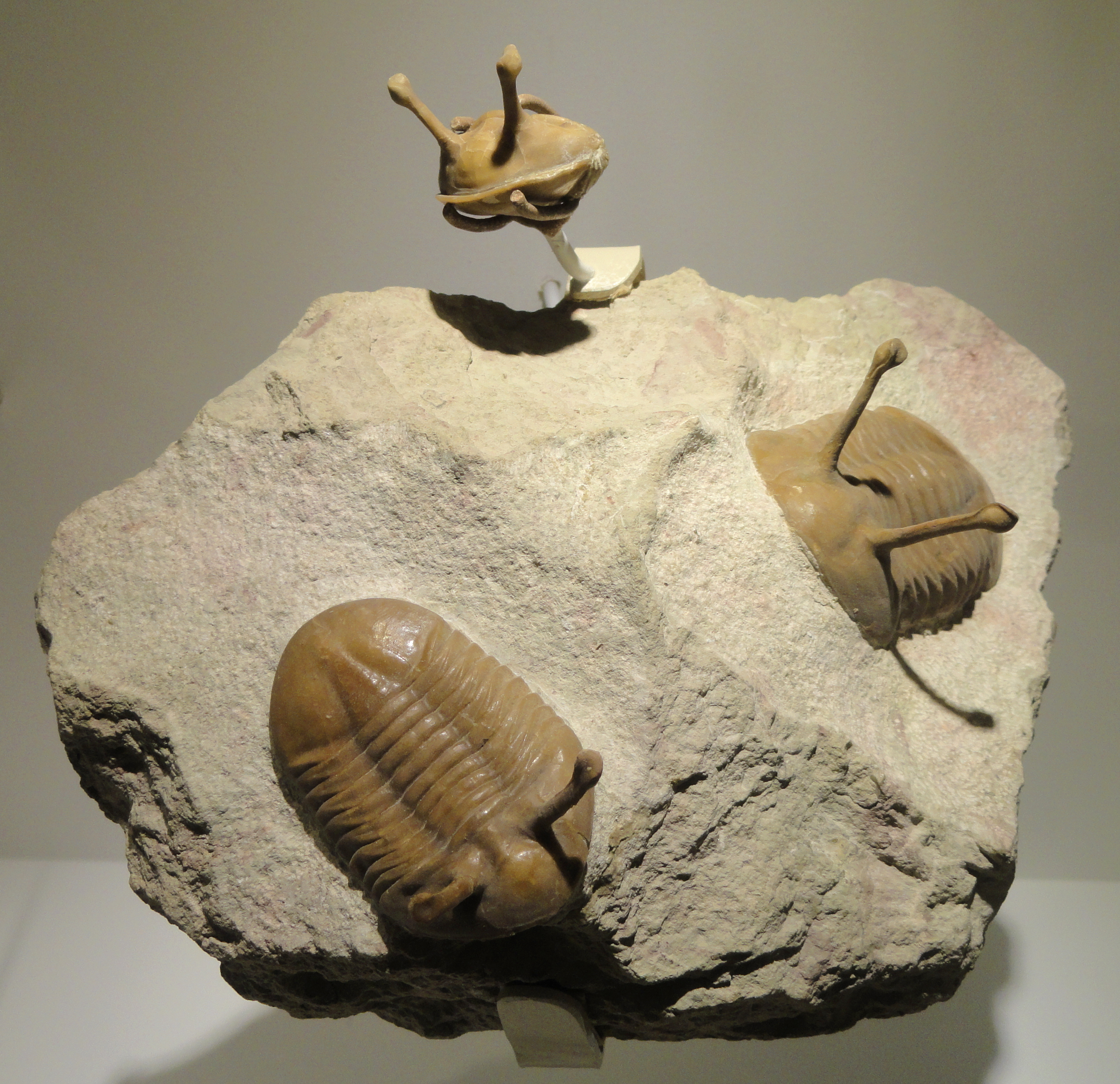
Ordowickie trylobity z gatunku Asaphus kowalewskii

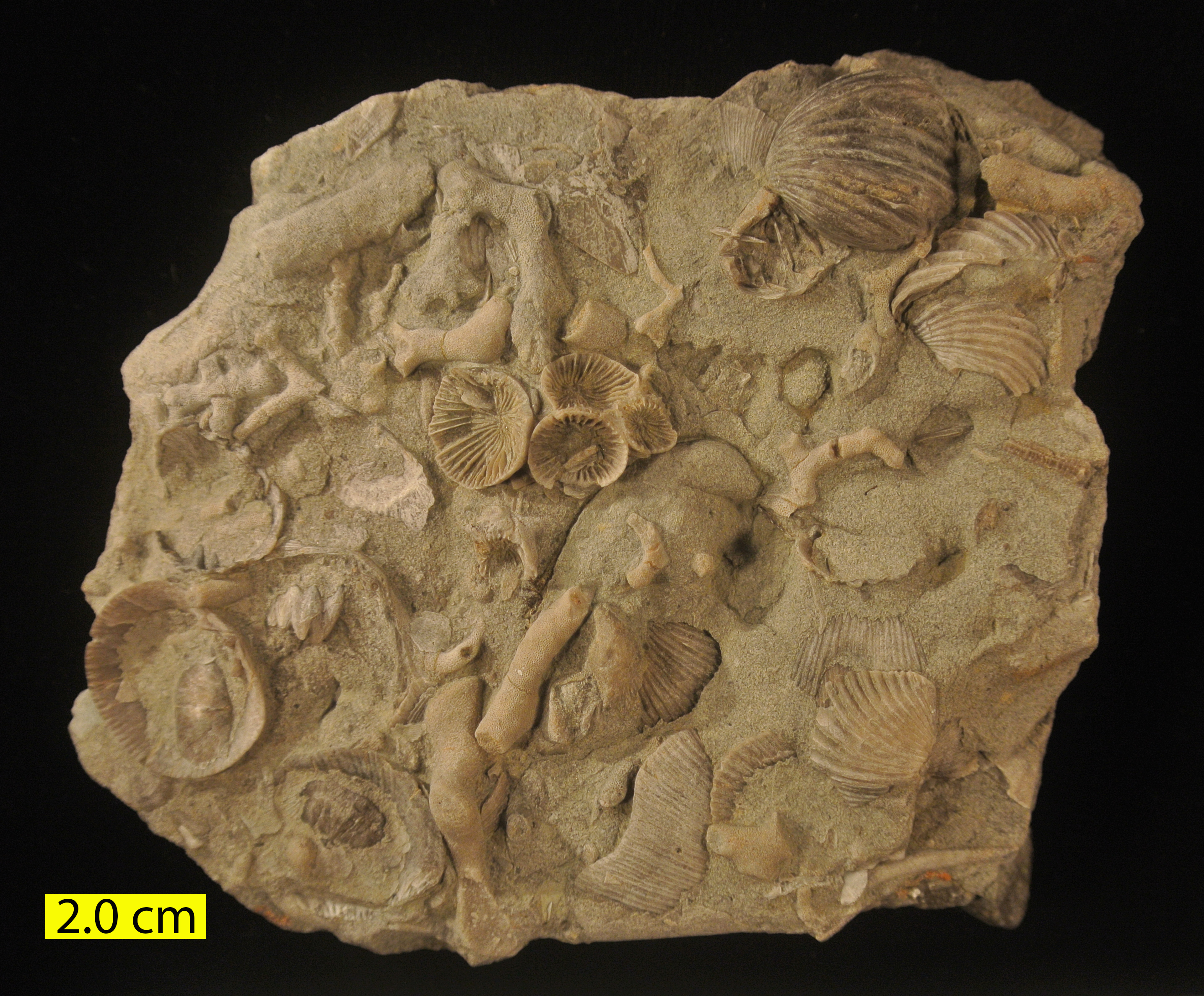
Zachowane w wapieniu organizmy z górnego ordowiku (Ohio)

Wśród bezkręgowców najliczniejsze były trylobity, które zwłaszcza we wczesnym ordowiku były u szczytu rozwoju. Z ordowiku znany jest największy trylobit w historii – Isotelus rex o długości około 72 cm – jednak większość gatunków ma typowe rozmiary kilku, kilkunastu centymetrów. W tym okresie doszło do rozwoju graptolitów, zarówno bentonicznych dendroidów jak i nowo powstałych we wczesnym ordowiku planktonicznych graptolitów właściwych, które w środkowym i późnym ordowiku były dominującą grupą wśród graptolitów. Duży rozwój nastąpił wśród zwierząt konodontonośnych, które stały się powszechne we wszystkich środowiskach morskich. Liczne były także ramienionogi, zarówno bezzawiasowe, jak i zawiasowe (zwłaszcza rząd Orthida) ze skorupkami zbudowanymi z węglanu wapnia. Od późnego ordowiku ramienionogi zawiasowe zdecydowanie przeważały nad bezzawiasowymi. Doszło do radiacji i wzrostu liczebności łodzikowatych, które w tym okresie doszły do szczytu swego rozwoju. Szczególnie ważna była wtedy podgromada Endoceratoidea i rząd Orthocerida. Największe ówczesne łodzikowate miały muszle dochodzące do 9 metrów długości. Większość łodzikowatych z ordowiku miała muszle o kształcie lekko zwężającej się prostej rurki. Rozwój nastąpił też u cystoidów, które były wówczas głównymi przedstawicielami szkarłupni. Często spotykane są gąbki, zwłaszcza o szkielecie krzemionkowym, oraz ślimaki i małżoraczki. Również hiolity i jednotarczowce były pospolite, choć nastąpił spadek ich liczebności w porównaniu do kambru.
W ordowiku pojawiło się wiele nowych grup fauny bezkręgowej, choć nie osiągnęły one wówczas znaczącej liczebności: mszywioły, liliowce, jeżowce, wężowidła, rozgwiazdy i wielkoraki. Liliowce miały pewne znaczenie skałotwórcze, tworząc wapienie krynoidowe. W tym okresie powstały pierwsze niewątpliwe koralowce, w tym pierwsi przedstawiciele rzędów Rugosa i Tabulata, bardzo istotnych w późniejszych okresach. Rugozy (zwane koralowcami czteropromiennymi), a zwłaszcza tabulaty stały się pospolite w ordowiku środkowym i zaczęły budować pierwsze rafy koralowe, choć niedużych rozmiarów. Inną nowo powstałą grupą zwierząt były stromatoporoidy, zazwyczaj zaliczane do gąbek wapiennych, które razem z koralowcami budowały rafy.
Rozwijały się również grupy powstałe w kambrze, które nie osiągnęły znacznej różnorodności czy liczebności w ordowiku, przede wszystkim małże, ale także pierwotniaki reprezentowane przez otwornice aglutynujące oraz krzemionkowe radiolarie.
Wśród kręgowców, w ordowiku rozwijały się różne grupy bezżuchwowców, zwłaszcza formy opancerzone określane jako ostrakodermy. Zasiedlały one zarówno przybrzeżne wody morskie oraz akweny słodkowodne. Doniesiono o bardzo niekompletnych szczątkach ryb, jednak jak dotychczas przynależność tych znalezisk do ryb nie została powszechnie zaakceptowana.
Pod koniec ordowiku nastąpiło masowe wymieranie zwierząt, prawdopodobnie związane z gwałtownymi zmianami środowiskowymi.

## Ordowik na ziemiach Polski
- Sudety: powstały w warunkach morskich mułowce i iłowce, przeobrażone później w łupki i fyllity oraz znaczne wylewy law podmorskich przeobrażone następnie w zieleńce. Podrzędnie występują także wapienie. Skały takie tworzą znaczną część Gór i Pogórza Kaczawskiego oraz Przedgórza Sudeckiego, czyli tzw. metamorfiku kaczawskiego. Niezmetamorfizowane piaskowce ordowiku znane są z Gór Bardzkich. Być może skały metamorficzne wieku ordowickiego występują w Rudawach Janowickich i Lasockim Grzbiecie, czyli we wschodniej osłonie granitu karkonoskiego.
- Różne niezmetamorfizowane morskie utwory (zlepieńce, piaskowce, wapienie i przede wszystkim iłowce i mułowce) występują w Górach Świętokrzyskich.